# Cantón de Romans-sur-Isère-1
El cantón de Romans-sur-Isère-1 era una división administrativa francesa, que estaba situada en el departamento de Drôme y la región de Ródano-Alpes.

## Composición
El cantón estaba formado por cinco comunas, más una fracción de la comuna que le daba su nombre:
- Clérieux
- Geyssans
- Mours-Saint-Eusèbe
- Peyrins
- Romans-sur-Isère (fracción)
- Saint-Bardoux

## Supresión del cantón de Romans-sur-Isère-1
En aplicación del Decreto nº 2014-191 de 20 de febrero de 2014, el cantón de Romans-sur-Isère-1 fue suprimido el 22 de marzo de 2015 y sus 6 comunas pasaron a formar parte; cuatro del nuevo cantón de Romans-sur-Isère, una del nuevo cantón de Drôme de las Colinas y la fracción de la comuna que le daba su nombre se unió con la otra fracción para que, por medio de una reestructuración cantonal, se formaran dos nuevas fracciones, pasando una a ser la base del nuevo cantón de Romans-sur-Isère y la otra fracción pasara a formar parte del nuevo cantón de Bourg-de-Péage.